# Zandwerven
Zandwerven (Westfries: Sandwerfen) is een woonplaats in de gemeente Opmeer, in de Nederlandse provincie Noord-Holland. De plaats heeft 140 inwoners (2004).
Zandwerven is gelegen tussen het dorp Spanbroek en de buurtschap Noord-Spierdijk. Zandwerven behoort tot de oudste bewoonde gebieden in het binnenland van West-Friesland. Dit komt door de oorspronkelijk hoog gelegen zandrug, waartoe de plaatsnaam ook verwijst, helemaal correct gezegd zou het betekenen; plaats bij de hoogten van zand.
De plaats viel vanaf einde van de middeleeuwen onder de jurisdictie van de stad Opmeer en Spanbroek. De huidige plaatsnaam komt in 1745 voor als Sandt Werven, vanaf 1866 komt de huidige spelling voor. Bij het ontstaan van de gemeenten in de 19e eeuw werd Zandwerven ingedeeld bij de gemeente Spanbroek en behoorde daartoe ook toen die gemeente fuseerde met de gemeente Opmeer.
Zandwerven is vooral agrarisch. In het noorden van de plaats is ook een natuurgebied, de oude polder Westerveer. Hierin is ook de poldermolen "De Westerveer" gelegen.